# Caelis

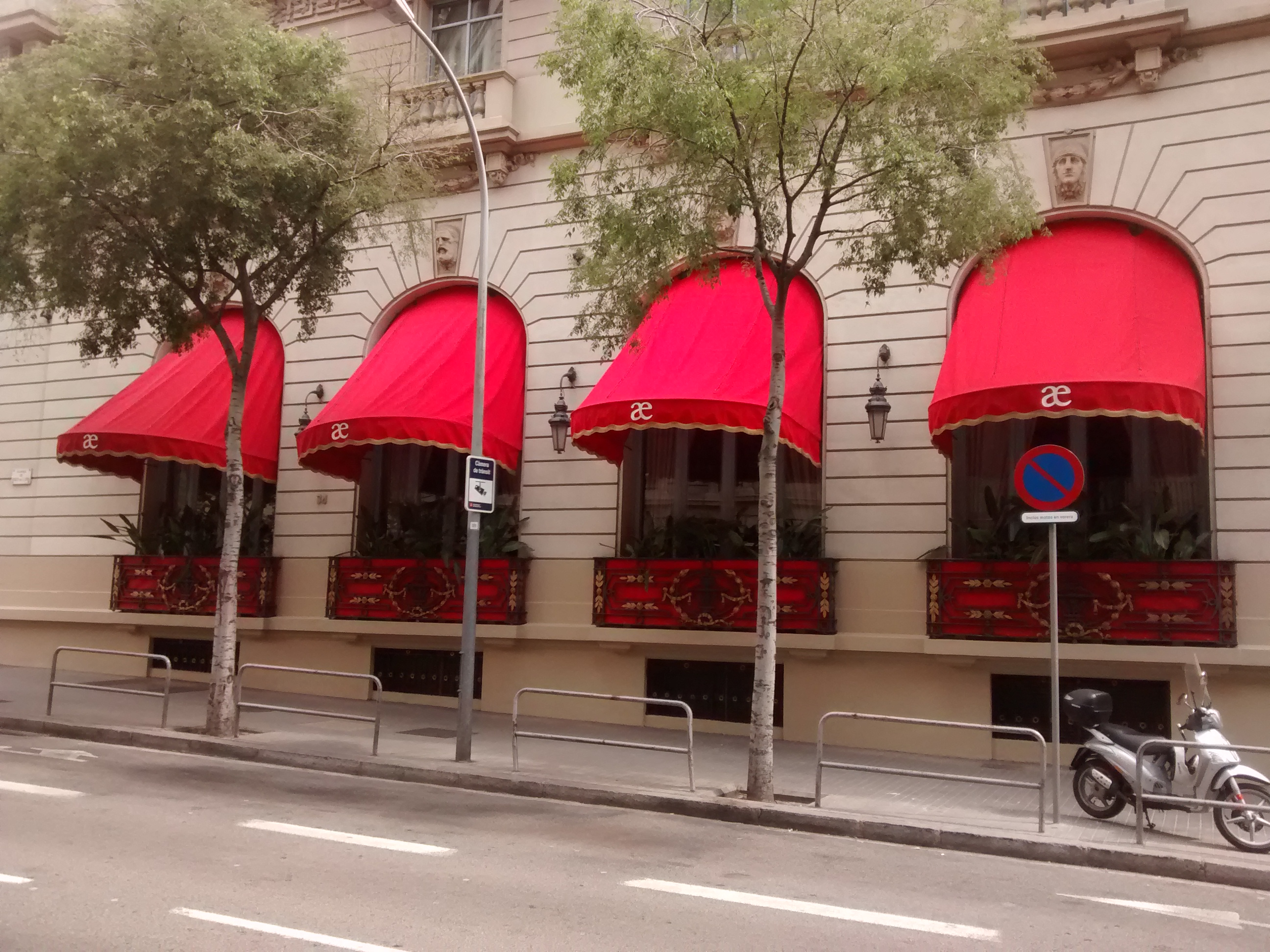
Caelis in de El Palace Hotel, 2016

Caelis is een restaurant in Barcelona, Spanje. Het heeft 1 Michelinster.

## Geschiedenis
In 2002 nam de Franse chef Romain Fornell 'Restaurant Diana' in het Palace Hotel over en doopte het in 2004 om tot 'Caelis'. Het jaar daarop kreeg het een Michelin-ster. Het restaurant was gesloten van 2009 tot 2011 toen het hotel een verbouwing onderging. In 2017 verhuisde het restaurant naar een nieuwe locatie, Hotel Ohla.